# Blepharizonia
Blepharizonia é um género botânico pertencente à família Asteraceae.